# Lexus
|  | Aquest article tracta sobre la divisió automobilística. Si cerqueu el bromista radiofònic rus, vegeu «Aleksei Stoliarov». |

El Lexus és la divisió de luxe del fabricant d'automòbils japonès Toyota, que comercialitza als mercats de l'Amèrica del Nord, Europa, Àsia, Orient Mitjà, Oceania, Àfrica i Amèrica Llatina; als Estats Units l'any 2005 fou la marca de luxe més venuda per 6è any consecutiu, amb 302.985 cotxes venuts.
Des del seu debut el 1989 Lexus ha gaudit d'una bona reputació, gràcies a la seva fiabilitat mecànica i al seu bon servei post-venda. L'any 2006, J.D. Power and Associates, basant-se amb el "Vehicle Dependability Survey" (estudi sobre fiabilitat de vehicles) sobre 47.000 cotxes de màxim 3 anys d'antiguitat la nomena com a la marca més fiable dels Estats Units. Consumer Reports també la llista en la llista de les 5 marques més fiables que efectua sobre 1.000.000 de vehicles.
Els Lexus es fabriquen a les fàbriques d'Araco, Kyushu, Tahara, Kanto Jidosha al Japó i a Cambridge (Ontario), Canadà.

## Història

### Origen de Lexus

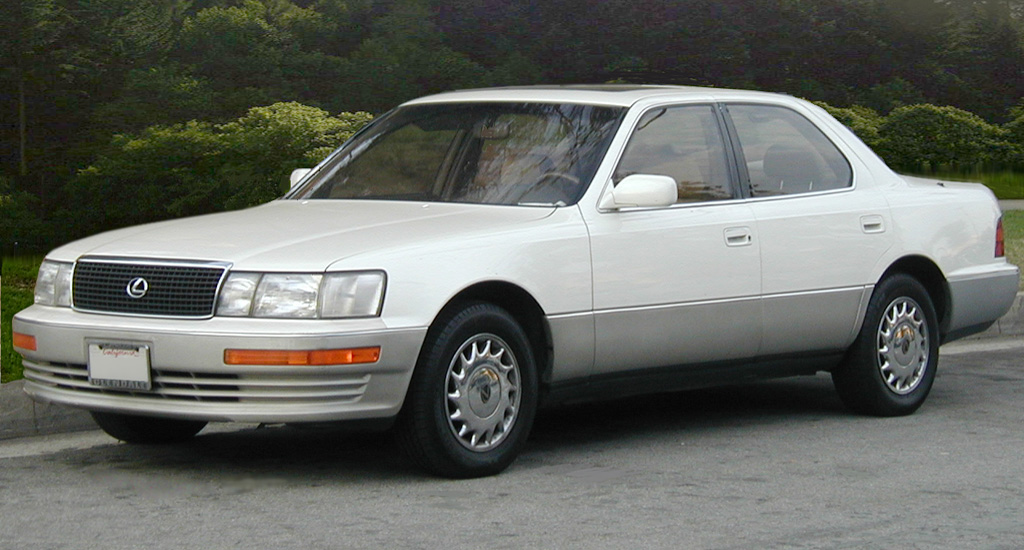
Lexus LS del 1989-1994

Ja l'any 1983 el president de Toyota Eiji Toyoda va plantejar entre els executius de l'empresa la possibilitat de crear un cotxe de luxe per competir amb els millors cotxes. Aquest plantejament va dur a la creació d'un projecte secret, el F1 ("Flagship" i No. 1 vehicle"), inspirat amb l'èxit dels cotxes esportius Supra i luxosos Cressida -de propulsió ambdós- que posteriorment rebrà el nom de Lexus LS 400 oferint un cotxe de luxe que pugui expandir la gamma de productes Toyota. Val a dir que Toyota va avançar els plans de crear Lexus a causa de l'èxit de la marca Acura d'Honda i els plans de Nissan per crear la que serà anomenada posteriorment com a Infiniti.
Per al disseny d'aquest F1, Toyota va enviar enginyers a Laguna Beach, Califòrnia l'estiu del 1985 per observar la forma de vida i els gustos i preferències de les classes altes. La conclusió que van obtenir aquests és que havia de crear-se una marca independent, i que havia de crear una nova xarxa de distribuïdors en el mercat dels Estats Units i altres mercats.
Després de 219 possibles noms, es va optar per Lexus. Es creu que aquest nom prové de la fusió entre les paraules "luxury" i "elegance". Toyota no ha donat un significat específic per aquest nom, més que dir que se tracta d'un nom fàcil de recordar.

### El primer Lexus

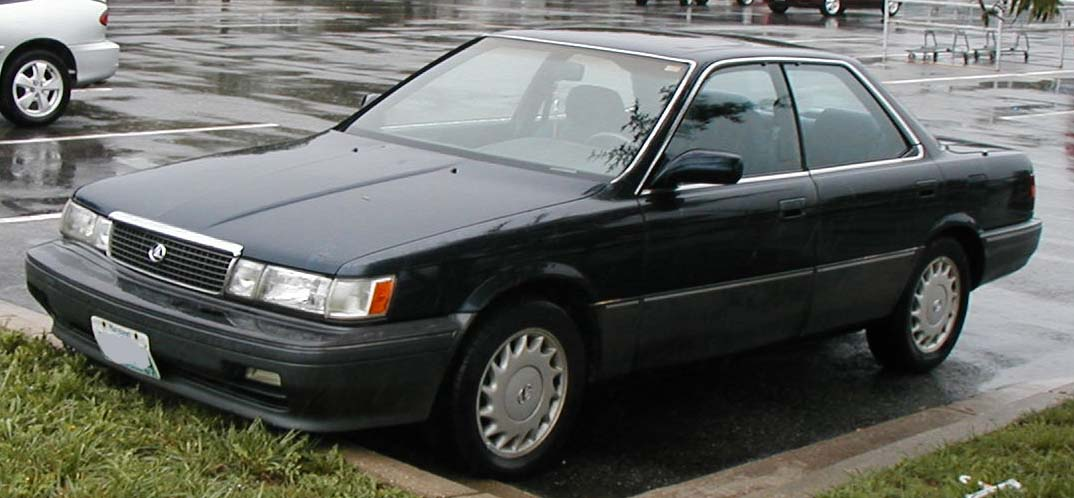
Lexus ES 250 del 1989-1991

El gener de 1989 debuta al North American International Auto Show de Detroit el primer Lexus, el LS 400, amb un motor 4.0 L V8 i propulsió, un cotxe que a partir del Setembre del 1989 començarà la venda d'aquest i de l'ES 250 en els 73 concessionaris Lexus existents.
El LS 400 va rebre una bona crítica per la seva ergonomia interior, silenciós, amb motor suau i potent, materials de qualitat, aerodinàmic i un bon consum, així com un preu atractiu, encara que se'l va criticar per tenir un disseny molt "anònim" i una suspensió que comprometia força el confort i la conducció.
El 1990, 63.594 Lexus LS 400 i ES 250 van ser venuts als Estats Units, a destacar el LS, i el 1991, 71.206, convertint Lexus amb la marca de luxe d'importació que més venia als Estats Units, a part que J.D. Power and Associates el col·loca com a núm. 1 en qualitat, satisfacció del consumidor, i satisfacció del producte. Al mateix any, es presenta el SC 400 i l'ES 300, que substitueix a l'ES 250. El 1998 es presenta el primer CUV de luxe, el RX 300.

### Lexus avui dia

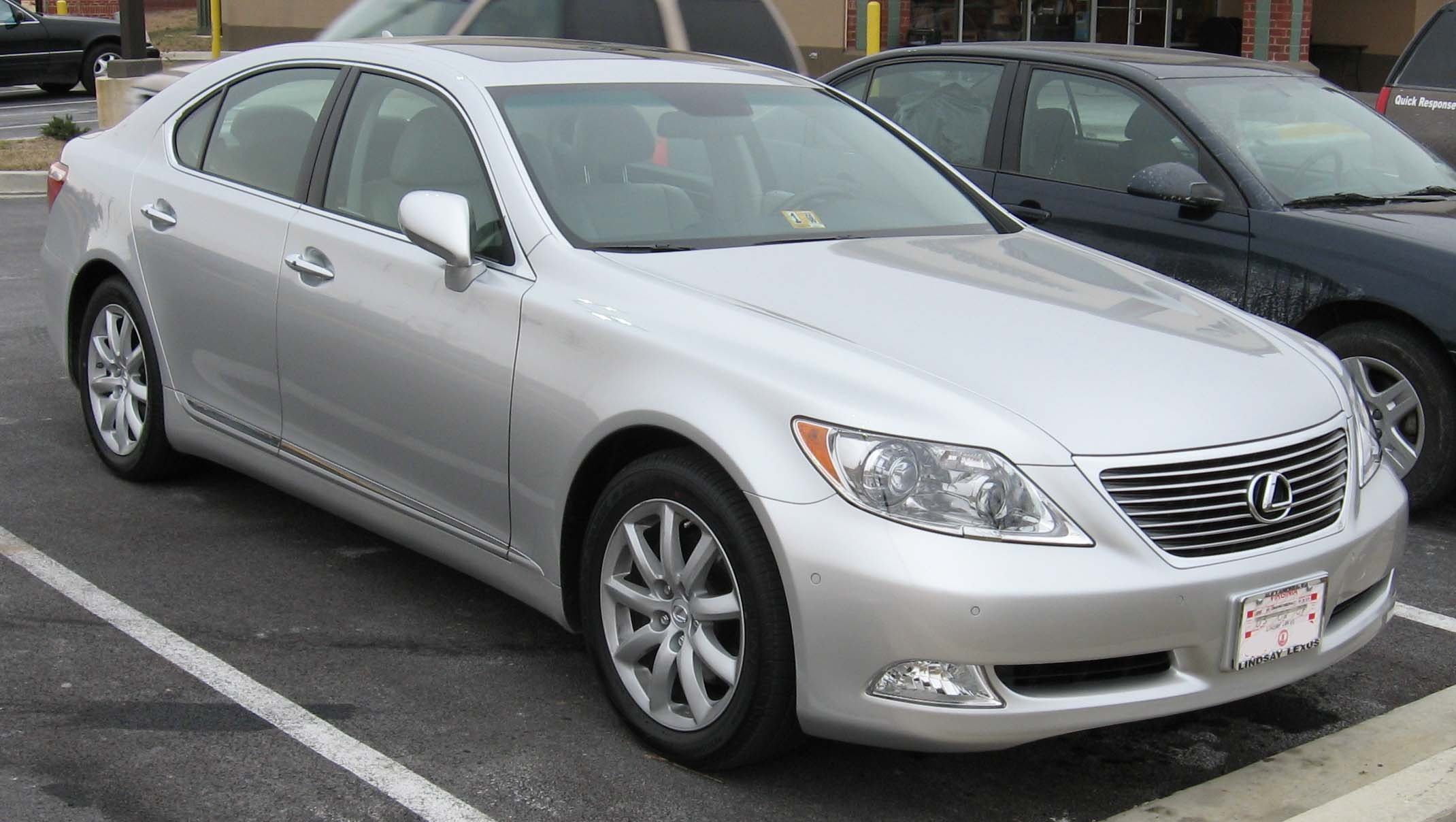
Lexus LS del 2007

Lexus ha anat creixent, i ha passat de les primeres 63.954 del 1990 a les 322.434 del 2006, més que qualsevol competidor domèstic o estrangera, i per sisè any consecutiu, la núm.1 al mercat dels Estats Units i la 4a marca de luxe amb més vendes a nivell mundial per volum i es comercialitza en diferents mercats, encara que, paradoxalment, serà al 26 de juliol del 2005 quan Lexus serà venuda en el mercat japonès.
L'última generació de la sèrie LS de Lexus segueix comercialitzant-se, amb una versió estàndard LS 460 i una amb la batalla allargada LS 460 L i major espai interior.
Lexus competeix contra marques de luxe com són les japoneses Acura, Infiniti, les nord-americanes Cadillac i Lincoln i les europees Audi, BMW, Jaguar, Mercedes Benz i Porsche.

## Lexus híbrids

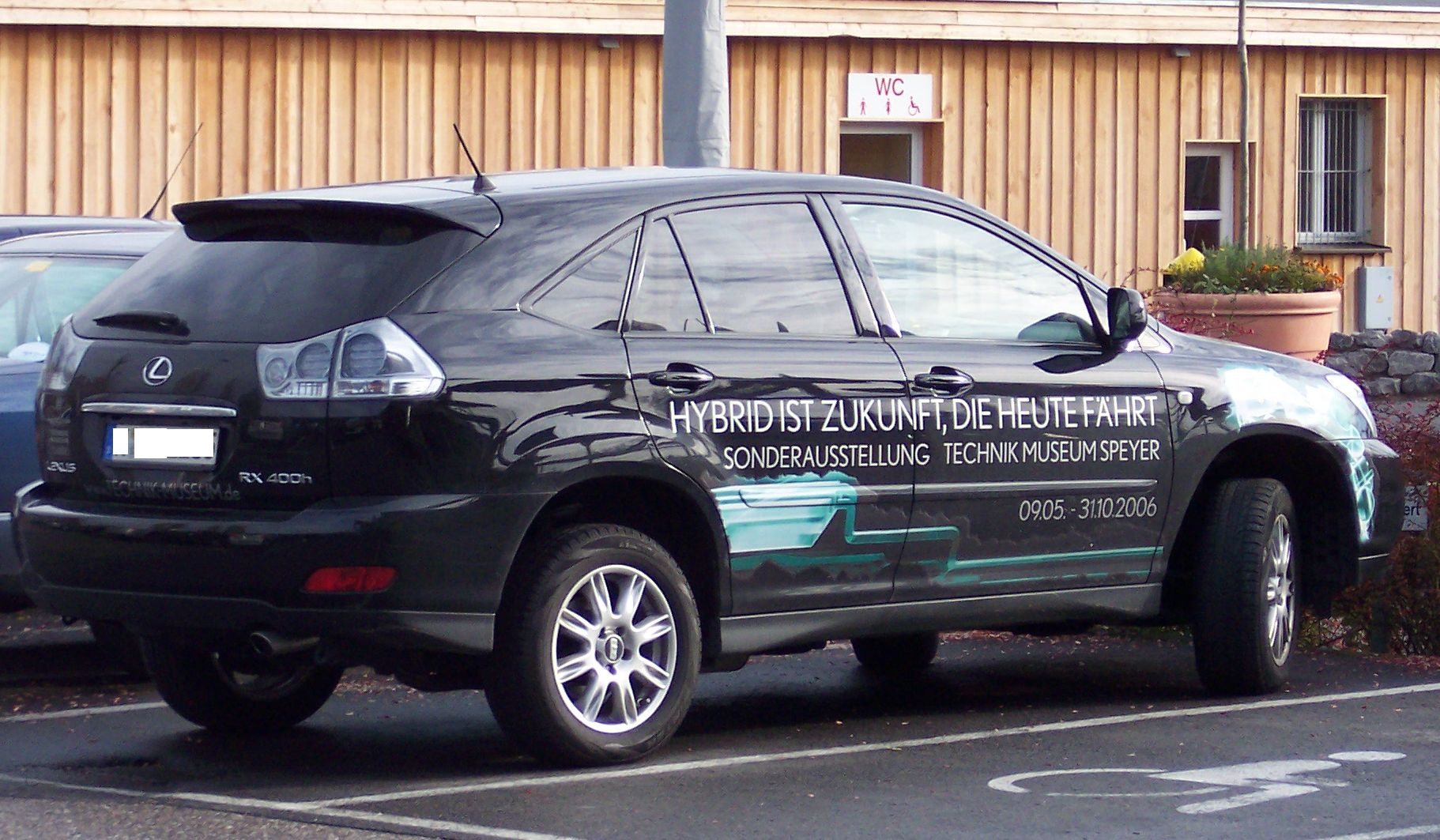
Lexus RX400h del 2006

La marca Lexus ha estat la primera al món a comercialitzar cotxes de luxe híbrids. I potser encara tecnològicament més important el primer tot-terreny amb tracció a les quatre rodes híbrid, l'RX400h.
La innovació tècnica d'aquests models 4x4, és que eliminen els clàssics arbres de transmissió, instal·lant un motor elèctric per moure les rodes de l'eix no principal, en el cas del RX400h, el posterior. En altres paraules, la força motriu cap aquest eix, ja no passa per un sistema mecànic, sinó que es transmet per un cable elèctric, amb tot el que això implica de lleugeresa i flexibilitat.
El model més petit de la gamma Lexus és el CT200h, presentat l'any 2010. La motorització és exclusivament híbrida, basada totalment en la del Toyota Prius III, amb petites modificacions. La carrosseria i suspensions són diferents cercant un comportament més esportiu. L'interior, instrumentació i acabats, són adequats al nivell "premium" de la marca.

## Vehicles fabricats per Lexus
- Des del 1998 Lexus IS series
- Des del 1989 Lexus ES series
- Des del 1991 Lexus GS series
- Des del 1989 Lexus LS series
- Des del 1991 Lexus SC series
- Des del 1997 Lexus RX series
- Des del 2003 Lexus GX series
- Des del 1996 Lexus LX series
- 2009 Lexus LF-A
- Des del 2010-actualitat) Lexus CT200h